# 雷米·约瑟夫·伊西多尔·埃克塞尔曼斯

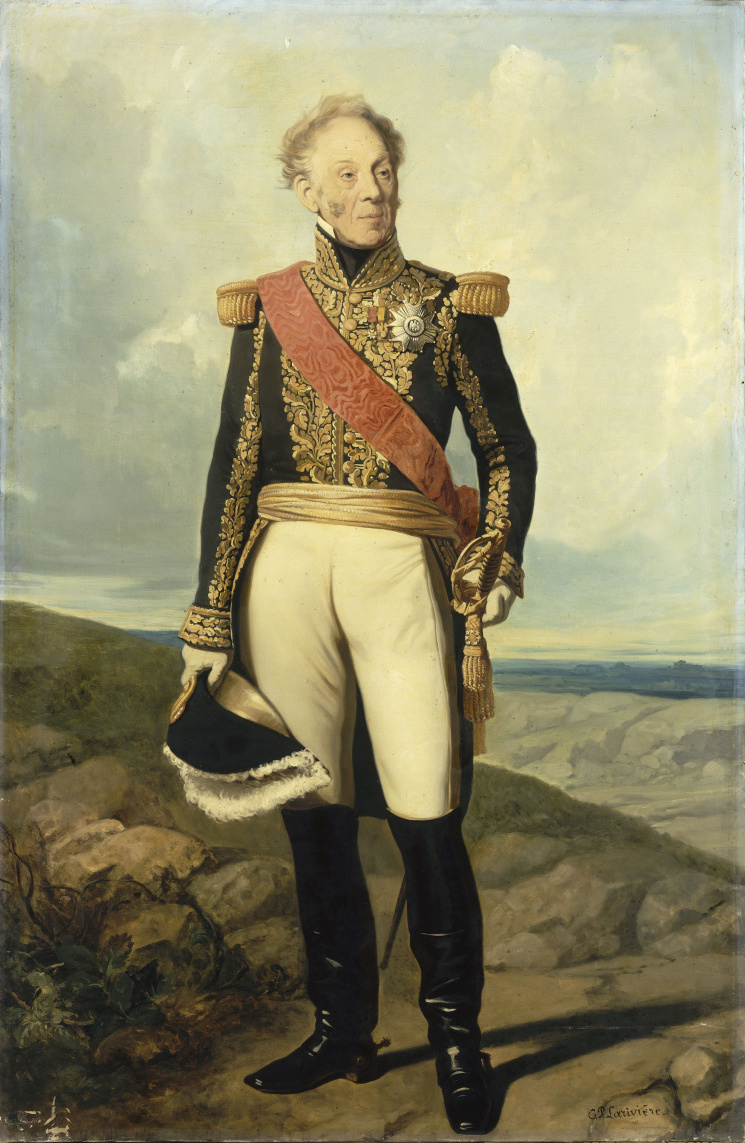
雷米·约瑟夫·伊西多尔·埃格泽尔芒

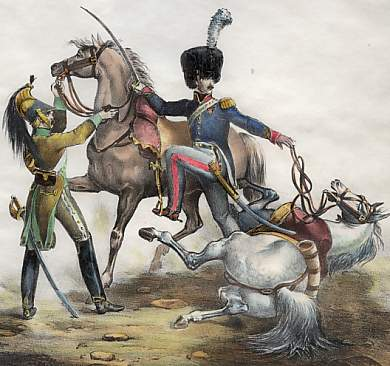
埃格泽尔芒在韦尔廷根

雷米·约瑟夫·伊西多尔·埃格泽尔芒，第一代埃格泽尔芒伯爵（Rémi Joseph Isidore Exelmans, 1st Comte Exelmans） (1775年11月13日—1852年6月22日) 法国革命战争和拿破仑战争时期的军人，法国元帅。
出生在巴勒迪克，他在16岁进入了军队，志愿到默兹的法国革命军队第3营(1791)，1797年晋升中尉军衔。
在意大利战场，1799年4月他获得龙骑兵上尉军衔。1801年他成为若阿尚·缪拉的副官。在法兰西第一帝国，他陪同缪拉在对战第三和第四反法联盟(在奥地利、普鲁士和波兰,1805 - 1807)。在奥斯特利茨战役中晋升上校，艾劳战役(1807年)中晋升准将。
1808年，埃格泽尔芒陪同缪拉到西班牙，6月他被派去参加邦·阿德里安·让诺·德·蒙塞元帅指挥的攻击瓦伦西亚的战役。后他被西班牙游击队俘虏，关押在瓦伦西亚，随后被移交到英国，然后送往英国囚禁。1811年他重获自由，回到那不勒斯，缪拉任命他为马术大师（grand-master of horse）。拿破仑入侵俄国前夕，埃格泽尔芒重新加入法国军队，在博罗季诺战役战场上赢得少将军衔（Général de Division）。
从莫斯科撤退后，1813年他获得法国荣誉军团勋章大军官勋位。波旁王朝复辟，他保留在军队的位置。1815年2月他与缪拉关系而被指控，但后来被无罪释放。滑铁卢战役中他指挥第二骑兵团。在巴黎一战中，在他的指挥下，摧毁了普鲁士轻骑兵旅。
波旁王朝复辟后，他在荷兰南部和拿骚流亡多年，直到1819年他被召回法国。1828年，他被任命为骑兵监察长，1830年七月革命后，他收到了来自国王路易·菲利普送来的大十字法国荣誉军团勋章，并重新成为法国贵族。
1848年的革命，埃格泽尔芒是路易·拿破仑的支持者，在他的漫长而卓越的军事生涯中，1851年他终于获得法国元帅的最高荣誉头衔。1852年6月22日他从马上跌落而去世。